# Ivan Ljubičić
Ivan Ljubičić (Banja Luka, 19 de marzo de 1979) es un extenista profesional croata, en lo que hoy es territorio de Bosnia-Herzegovina. Llegó a estar en el lugar 3º en el ranking ATP en mayo de 2006. Su mayor logro fue obtener el torneo Masters de Indian Wells 2010, pero también alcanzó otras 3 finales de torneos de categoría ATP Masters 1000. Además se tituló campeón de 2 torneos ATP 500 y 7 ATP 250. En Torneos Grand Slam obtuvo su mejor participación alcanzando la semifinal del torneo de Roland Garros 2006.

## Carrera tenística
Consiguió su primer logro importante en el año 2001 en el que conquistó el torneo de Lyon. Hasta el año 2004 se mantuvo como un jugador regular que participaba en los torneos más importantes pero sin grandes logros. En 2005 despegó definitivamente su carrera al alcanzar 4 finales en la primera mitad del año (perdió tres de ellas ante el número 1 Roger Federer). Tras una mitad de año algo irregular, a fines de ese mismo año volvió a arrancar y esta vez consiguió tres finales de manera consecutiva ganando en Metz y Viena y perdiendo la final del Masters de Madrid de manera increíble ante Rafael Nadal luego de haber ganado los dos primeros sets. Dos semanas después alcanzaría por segunda vez en su carrera la final de un Masters Series en Paris Bercy siendo su verdugo en la final el joven checo Tomáš Berdych en el que sería el único de los 9 Masters Series de la temporada en no ser ganado por Roger Federer o por Rafael Nadal. Con estos resultados logró clasificarse por primera vez en su carrera para la Tennis Masters Cup jugada en Shanghái en la que no pudo pasar la primera fase al derrotar a Guillermo Coria y perder con Roger Federer y David Nalbandián.
Ese mismo 2005 lo vería consagrarse como casi un héroe nacional de Croacia al liderar a esta nación a su primer título de Copa Davis luego de la disgregación de la Yugoslavia. Formando un dobles imbatible junto a Mario Ančić, Ivan logró que su país venciera en primera ronda a Estados Unidos en tierras americanas con sus victorias en singles ante Andy Roddick y Andre Agassi. Luego jugarían las tres series restantes de locales ante Rumania, Rusia y Eslovaquia en la final. Ivan ganó todos sus partidos de dobles y sus victorias en singles fueron decisivas en la victoria sobre Rusia en las semifinales. En la final perdió su segundo partido de sencillos ante Dominik Hrbaty pero la victoria final de Mario Ančić sobre Michal Mertinak le dio a Croacia su primer título de Copa Davis.
2006 lo vio arrancar con el empujón del año anterior y conquistó el título de Madrás en la primera semana del año. Luego alcanzaría los cuartos de final del Abierto de Australia (perdió con Marcos Baghdatis) y su tercera final de Masters Series en Miami (pierde ante Roger Federer. Luego alcanzaría por primera vez en su carrera una semifinal de Grand Slam en Roland Garros donde perdió ante Rafael Nadal. Alcanzó su máximo escalafón en el ranking este año al llegar al N.º 3 del mundo.
En el 2010 ganó el primer Master 1000 de la temporada y de su carrera en Indian Wells, ante el estadounidense Andy Roddick por un doble 7-6, después de derrotar al español Rafael Nadal en semifinales en un torneo muy bueno.
En 2012, a los casi 33 años, el croata anuncia su retirada finalizado el Masters de Montecarlo 2012.

## Clasificación histórica
| Torneo                      | 1996            | 1997            | 1998            | 1999            | 2000            | 2001            | 2002            | 2003            | 2004            | 2005  | 2006  | 2007            | 2008            | 2009            | 2010            | 2011            | 2012            | SR          | W–L         |
| --------------------------- | --------------- | --------------- | --------------- | --------------- | --------------- | --------------- | --------------- | --------------- | --------------- | ----- | ----- | --------------- | --------------- | --------------- | --------------- | --------------- | --------------- | ----------- | ----------- |
| Torneos de Grand Slam       |                 |                 |                 |                 |                 |                 |                 |                 |                 |       |       |                 |                 |                 |                 |                 |                 |             |             |
| Australian Open             | A               | LQ              | LQ              | A               | 1R              | 1R              | 3R              | 1R              | 2R              | 2R    | CF    | 1R              | 1R              | 2R              | 3R              | 3R              | 1R              | 0 / 13      | 13–12       |
| French Open                 | A               | A               | A               | LQ              | 1R              | 1R              | 1R              | 3R              | 2R              | 1R    | SF    | 3R              | 4R              | 1R              | 3R              | 4R              | A               | 0 / 12      | 18–12       |
| Wimbledon                   | A               | A               | A               | A               | 1R              | 1R              | 2R              | 2R              | 1R              | 1R    | 3R    | 3R              | 1R              | A               | 1R              | 3R              | A               | 0 / 11      | 8–11        |
| US Open                     | A               | LQ              | A               | 2R              | 1R              | 2R              | 2R              | 2R              | 1R              | 3R    | 1R    | 3R              | A               | 1R              | 1R              | 2R              | A               | 0 / 12      | 9–12        |
| Victorias – Derrotas        | 0–0             | 0–0             | 0–0             | 1–1             | 0–4             | 1–4             | 4–4             | 4–4             | 2–4             | 3–4   | 11–4  | 6–4             | 3–3             | 1–3             | 4–4             | 8–4             | 0–1             | 0 / 48      | 48–48       |
| ATP World Tour Finals       |                 |                 |                 |                 |                 |                 |                 |                 |                 |       |       |                 |                 |                 |                 |                 |                 |             |             |
| Tour Finals                 | Did Not Qualify | Did Not Qualify | Did Not Qualify | Did Not Qualify | Did Not Qualify | Did Not Qualify | Did Not Qualify | Did Not Qualify | Did Not Qualify | RR    | RR    | Did Not Qualify | Did Not Qualify | Did Not Qualify | Did Not Qualify | Did Not Qualify | Did Not Qualify | 0 / 2       | 2–4         |
| ATP Masters Series          |                 |                 |                 |                 |                 |                 |                 |                 |                 |       |       |                 |                 |                 |                 |                 |                 |             |             |
| Indian Wells                | A               | A               | A               | A               | A               | LQ              | 1R              | A               | 1R              | 4R    | CF    | CF              | 4R              | CF              | G               | 2R              | A               | 1 / 9       | 20–8        |
| Miami                       | A               | A               | A               | A               | 1R              | CF              | 2R              | 2R              | 3R              | 4R    | F     | SF              | 2R              | 1R              | 2R              | 1R              | A               | 0 / 12      | 17–12       |
| Montecarlo                  | A               | A               | LQ              | 3R              | LQ              | 1R              | 1R              | 3R              | 3R              | 1R    | CF    | 3R              | 2R              | CF              | 3R              | CF              | 1R              | 0 / 13      | 18–13       |
| Roma                        | A               | A               | A               | A               | A               | 1R              | 3R              | CF              | 2R              | 3R    | 1R    | 2R              | 1R              | A               | 3R              | 2R              | A               | 0 / 10      | 11–10       |
| Hamburgo1                   | A               | A               | A               | A               | LQ              | LQ              | 1R              | 1R              | SF              | 2R    | 2R    | 3R              | 2R              | CF              | A               | 1R              | A               | 0 / 9       | 11–9        |
| Canadá                      | A               | A               | A               | A               | A               | 2R              | 1R              | 1R              | 2R              | 1R    | 3R    | 1R              | A               | A               | A               | A               | A               | 0 / 7       | 4–7         |
| Cincinnati                  | A               | A               | A               | 2R              | A               | CF              | 2R              | 2R              | 2R              | 1R    | CF    | 2R              | A               | 2R              | 1R              | A               | A               | 0 / 10      | 12–10       |
| Madrid2                     | A               | A               | A               | A               | LQ              | A               | 3R              | 1R              | SF              | F     | 2R    | 2R              | LQ              | CF              | 2R              | 1R              | A               | 0 / 9       | 15–9        |
| Paris                       | A               | A               | A               | LQ              | A               | 2R              | 2R              | A               | 2R              | F     | A     | 2R              | 2R              | 2R              | 2R              | A               | A               | 0 / 8       | 9–8         |
| Victorias – Derrotas        | 0–0             | 0–0             | 0–0             | 3–2             | 0–1             | 9–6             | 6–9             | 6–7             | 16–9            | 15–9  | 17–8  | 10–9            | 5–6             | 15–7            | 10–7            | 4–6             | 0–1             | 1 / 87      | 116–87      |
| Career statistics           |                 |                 |                 |                 |                 |                 |                 |                 |                 |       |       |                 |                 |                 |                 |                 |                 |             |             |
| Titles–Finals               | 0–0             | 0–0             | 0–0             | 0–0             | 0–0             | 1–1             | 0–0             | 0–0             | 0–1             | 2–8   | 3–5   | 2–4             | 0–1             | 1–1             | 1–2             | 0–1             | 0–0             | 10 / 24     | 10–14       |
| Overall Win–Loss            | 1–1             | 1–4             | 2–3             | 11–14           | 23–22           | 29–22           | 29–29           | 29–25           | 37–24           | 57–24 | 61–20 | 44–23           | 19–18           | 32–23           | 26–19           | 25–20           | 3–6             | 10 / 293    | 429–296     |
| Clasificación de fin de año | 576             | 289             | 293             | 77              | 91              | 37              | 49              | 42              | 22              | 9     | 5     | 18              | 45              | 24              | 17              | 30              |                 | $10,169,964 | $10,169,964 |